# Dichomeris acrochlora
Dichomeris acrochlora is een vlinder uit de familie van de tastermotten (Gelechiidae). De wetenschappelijke naam van de soort is voor het eerst geldig gepubliceerd in 1905 door Edward Meyrick.